# Troy Rosario
Jeth Troy Rosario (Mandaluyong, 20 gennaio 1992) è un cestista filippino.

## Carriera
Con le Filippine ha disputato i Campionati mondiali del 2019.